# La Puebla de Fantova
La Puebla de Fantova ist ein spanisches Dorf in der Provinz Huesca der Autonomen Gemeinschaft Aragonien, das zur Gemeinde Graus gehört. Der Ort auf circa 700 Meter Höhe liegt circa sieben Kilometer nordöstlich von Graus.
La Puebla de Fantova war bis in die 1960er Jahre eine selbständige Gemeinde.

## Sehenswürdigkeiten

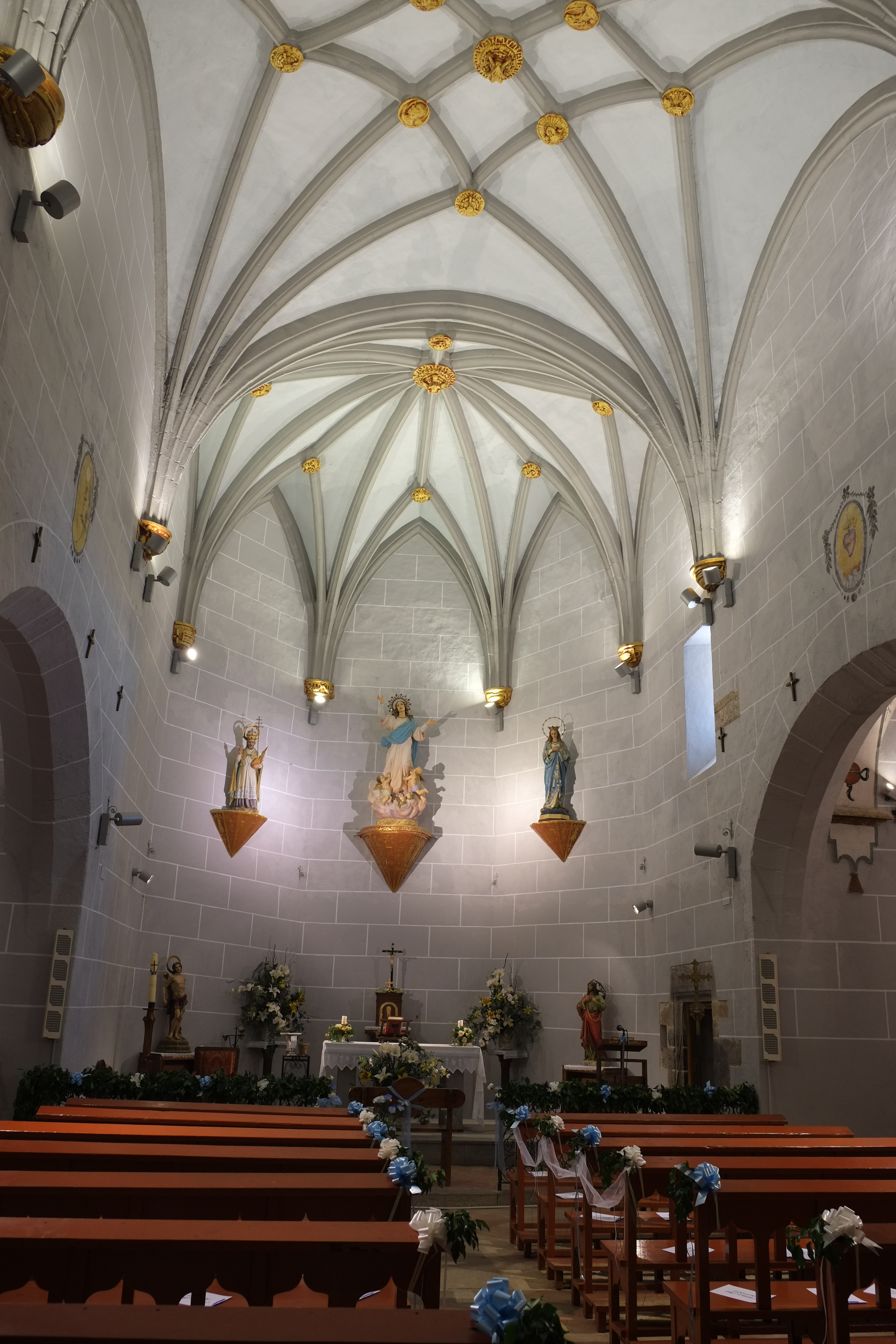
Innenansicht der Kirche Nuestra Señora de la Asunción

- Pfarrkirche Nuestra Señora de la Asunción, erbaut im 16./17. Jahrhundert
- Burg, erbaut im 10./11. Jahrhundert
- Ermitas de San Clemente Tobeña, erbaut im 11./12. Jahrhundert
- Ermita de Santa Cecilia, erbaut im 12. Jahrhundert
- Ermita de San Gregorio, erbaut im 12. Jahrhundert
- Ermita de Llagure, erbaut im 17. Jahrhundert